# Titularbistum Bladia
Bladia ist ein Titularbistum der römisch-katholischen Kirche.
Es geht zurück auf einen historischen Bischofssitz in der antiken Stadt gleichen Namens, der römischen Provinz Byzacena bzw. Africa proconsularis.
| Titularbischöfe von Tarasa in Byzacena |                                    |                                                     |                   |                   |
| Nr.                                    | Name                               | Amt                                                 | von               | bis               |
| 1                                      | Jerome Emilianus Pillai OMI        | Koadjutorbischof von Jaffna (Sri Lanka)             | 10. März 1949     | 18. Juli 1950     |
| 2                                      | Nicolas Pierre van der Westen SSCC | Apostolischer Vikar von Pangkal-Pinang (Indonesien) | 8. Februar 1951   | 3. Januar 1961    |
| 3                                      | Jan Mazur                          | Weihbischof in Lublin (Polen)                       | 25. April 1961    | 24. Oktober 1968  |
| 4                                      | Thomas Vose Daily                  | Weihbischof in Boston (USA)                         | 31. Dezember 1974 | 17. Juli 1984     |
| 5                                      | José Vilaplana Blasco              | Weihbischof in Valencia (Spanien)                   | 20. November 1984 | 23. August 1991   |
| 5                                      | Benjamin D. de Jesus OMI           | Apostolischer Vikar von Jolo (Philippinen)          | 11. Oktober 1991  | 4. Februar 1997   |
| 6                                      | Oswald Gracias                     | Weihbischof in Bombay (Indien)                      | 28. Juni 1997     | 7. September 2000 |
| 7                                      | António Augusto dos Santos Marto   | Weihbischof in Braga (Portugal)                     | 10. November 2000 | 22. April 2004    |
| 8                                      | Bernardino Cruz Cortez             | Weihbischof in Manila (Philippinen)                 | 31. Mai 2004      | 27. Oktober 2014  |
| 9                                      | Eduardo Vieira dos Santos          | Weihbischof in São Paulo (Brasilien)                | 10. Dezember 2014 | 19. Mai 2021      |
| 10                                     | Víctor Iván Vargas Galarza         | Weihbischof in Cochabamba (Bolivien)                | 24. Juni 2021     |                   |